# Indranagar
Indranagar è una suddivisione dell'India, classificata come census town, di 17.679 abitanti, situata nel distretto del Tripura Occidentale, nello stato federato del Tripura. In base al numero di abitanti la città rientra nella classe IV (da 10.000 a 19.999 persone).

## Società

### Evoluzione demografica
Al censimento del 2001 la popolazione di Indranagar assommava a 17.679 persone, delle quali 8.989 maschi e 8.690 femmine. I bambini di età inferiore o uguale ai sei anni assommavano a 1.788, dei quali 898 maschi e 890 femmine. Infine, coloro che erano in grado di saper almeno leggere e scrivere erano 13.675, dei quali 7.383 maschi e 6.292 femmine.